# イェレマイン・レンス
イェレマイン・レンス（ジェレメイン・-、Jeremain Lens, 1987年11月24日 - ）は、オランダ・アムステルダム出身の元サッカー選手。元オランダ代表。現役時代のポジションはミッドフィールダー。

## 経歴

### クラブ
2006年からAZアルクマールに所属し、2007年の夏にNECナイメヘンにレンタル移籍した。2009-2010シーズンには12ゴールを記録した。2010年5月、PSVアイントホーフェンに4年契約で移籍した。
2013年6月にFCディナモ・キーウに移籍。
2015年7月15日、プレミアリーグ・サンダーランドAFCに移籍した。契約期間は4年間。
2016年8月30日、スュベル・リグ・フェネルバフチェSKにレンタル移籍した。
2017年8月6日、スュベル・リグ・ベジクタシュJKに買取オプション付きのレンタルで移籍した。2018年3月1日にベシクタシュが買取オプションを行使し、完全移籍することが決定した。
2022年7月28日、FCヴェルサイユ78に加入した。
2024年5月、現役引退を表明した。

### 代表
代表ではスリナム代表の経験もある。2010 FIFAワールドカップの予備登録メンバーとしてオランダ代表に初選出されるも、出場機会を得ることなく本メンバーからは外れた。ワールドカップ後最初の試合となったウクライナとの親善試合で初出場を果たし、代表初ゴールも挙げた。2012年9月11日のワールドカップ予選のハンガリー戦では2得点を挙げた。

## 代表歴

### 出場大会
- オランダ代表
  - 2014 FIFAワールドカップ

### 試合数
- 国際Aマッチ 34試合 8得点（2010年-2017年）[8]

| オランダ代表 | 国際Aマッチ | 国際Aマッチ |
| 年           | 出場        | 得点        |
| ------------ | ----------- | ----------- |
| 2010         | 4           | 1           |
| 2011         | 0           | 0           |
| 2012         | 4           | 3           |
| 2013         | 12          | 3           |
| 2014         | 9           | 1           |
| 2015         | 2           | 0           |
| 2016         | 1           | 0           |
| 2017         | 2           | 0           |
| 通算         | 34          | 8           |

## タイトル
クラブ
AZアルクマール
- エールディヴィジ 2008-2009
- ヨハン・クライフ・シャール 2009

PSVアイントホーフェン
- KNVBカップ 2011-2012
- ヨハン・クライフ・シャール 2012

FCディナモ・キエフ
- ウクライナ・プレミアリーグ 2014-2015
- ウクライナ・カップ 2013-2014, 2014-2015